# Amerikanischer Löwe
Der Amerikanische Löwe (Panthera atrox, häufig auch als Unterart Panthera leo atrox des Löwen) ist eine ausgestorbene Großkatzenart aus dem Oberen Pleistozän Amerikas. Er entwickelte sich wahrscheinlich aus dem eurasischen Höhlenlöwen, nachdem dieser während des Eiszeitalters die Beringbrücke von Asien her kommend überquert hatte.

## Aussehen und Merkmale

### Größe
Der Amerikanische Löwe zählte gemeinsam mit dem Mosbacher Löwen (Panthera leo fossilis) zu den größten Verwandten des Löwen (Panthera leo) und übertraf heutige Vertreter der Art um etwa 25 % in der Körperlänge. Damit übertrafen die schätzungsweise bis zu 2,5 m (ohne Schwanz) langen Tiere die Ausmaße eines Sibirischen Tigers, der in Ausnahmefällen eine Kopf-Rumpf-Länge bis zu etwa 2,3 m erreichen kann. Gewichtsschätzungen der größten Exemplare belaufen sich auf 344 bis 523 kg.  Anhand von etwa 80 Individuen aus Rancho La Brea in Kalifornien ließ sich eine erhebliche innerartliche Variation einschließlich eines Geschlechtsdimorphismus feststellen. Demnach wurden männliche Tiere zwischen 156 und 457 kg schwer mit einem Durchschnitt von 251 kg, weibliche hingegen 89 bis 262 kg, der Durchschnitt beläuft sich hier entsprechend auf 178 kg. Ein männlicher Amerikanischer Löwe war dadurch rund 1,4 mal schwerer als ein weiblicher, was ein größerer Unterschied ist als beim heutigen Löwen. Die Proportionen der Vordergliedmaßen sind beim Amerikanischen Löwen dagegen ähnlich dem heutigen Löwen. Einzelne Trittsiegel aus der Cat Track Cave in Missouri zeigen, dass die Tatzen rund 14,0 cm lang und bis zu 17,5 cm breit waren, was deutlich breiter ist als die Tatzen des Höhlenlöwen. Die Spuren setzten sich aus den großen Ballen und je vier Zehen zusammen. Schätzwerte von rund 500 kg wurden von anderer Seite als zu hoch gegriffen eingestuft. Dennoch haben die größten Exemplare den Sibirischen Tiger an Größe übertroffen.

### Fell und Mähne
Wahrscheinlich hatte der Amerikanische Löwe, ähnlich wie heutige Löwen, ein einfarbiges Fell. Unbekannt ist, ob die Männchen dieser Art eine ebenso stattliche Mähne wie die meisten heutigen Löwen besaßen, denn auf Höhlenmalereien, die den nahe verwandten eurasischen Höhlenlöwen zeigen, sind stets Löwen ohne Mähne abgebildet. Es ist möglich, dass es sich hierbei um Weibchen handelt, es ist jedoch wahrscheinlicher, dass männliche Höhlenlöwen keine oder nur eine schwach ausgeprägte Mähne besaßen. Unklar ist, ob dies auch für den Amerikanischen Löwen anzunehmen ist.

### Schädel
Die Zugehörigkeit zu einer eigenständigen Art, unabhängig vom Höhlenlöwen, wurde durch Messungen zahlreicher Schädel der verschiedenen Löwenformen bekräftigt. Die Schädel reflektieren dabei auch die enorme Größe des Amerikanischen Löwen. Die maximale Schädellänge von männlichen Tieren schwankte dabei zwischen 39 cm und 45 cm, die von weiblichen Tieren zwischen 31 cm und 37 cm. Damit übertraf diese Art am Ende des Pleistozäns die zeitgleich in Eurasien lebenden Höhlenlöwen. Männchen des Höhlenlöwen erreichten während der Weichsel-Kaltzeit maximale Schädellängen von etwa 40 cm. Aus der letzten Warmzeit, der Eem-Warmzeit, sind allerdings Höhlenlöwen mit ebenfalls bis zu 45 cm Schädellänge bekannt.

## Geographische und zeitliche Verbreitung
Panthera atrox war nicht nur in Nordamerika verbreitet, sondern auch in den nördlichen Teilen Südamerikas. Man fand seine Überreste von Kanada im Norden bis nach Peru im Süden. In Alaska war stattdessen der eurasische Höhlenlöwe verbreitet. Die ältesten Funde des Amerikanischen Löwen sind aus einzelnen Steinbrüchen in Kansas und der Good-Creek-Formation in Texas belegt. Sie datieren jeweils in die letzte Warmzeit vor rund 100.000 Jahren. Seit seiner Einwanderung im ausgehenden Mittelpleistozän blieb der Amerikanische Löwe weitgehend auf den Bereich südlich des 53. nördlichen Breitengrades beschränkt. Eine Ausnahme ist ein Fund vom Sixty Mile River im Yukon Territory, der rund 67.000 Jahre alt ist. Eine große Anzahl von Fossilien des Amerikanischen Löwen wurden in den berühmten Asphalt-Gruben bei Los Angeles (Rancho La Brea) gefunden.
Am Ende des Pleistozäns starb der Amerikanische Löwe im Zuge einer quartären Aussterbewelle zusammen mit etlichen anderen Großtierarten Amerikas aus, wobei die jüngsten gesicherten Nachweise aus Edmonton (11.400 14C-Jahre B.P.) und Idaho (11.900 14C-Jahre B.P.) stammen.

## Nahrung und Feinde
Zur Zeit des Amerikanischen Löwen lebten viele Tierarten, die heute ausgestorben sind. So fand er zu seiner Zeit ein weit größeres Beutespektrum vor, als es heute in Amerika der Fall wäre. Ausgewachsene Wollhaarmammuts (Mammuthus primigenius), Amerikanische Mastodons und Präriemammuts (Mammuthus colombi) waren sicher als Beutetiere zu groß. Ihre Kälber könnten ihm aber sehr wohl gelegentlich zum Opfer gefallen sein. Zu den Arten, die als Hauptbeutetiere in Frage kommen, zählen neben Bisons und Hirschen, die noch heute in Nordamerika leben, vor allem die ausgestorbenen Pferde (Equus), Westkamele (Camelops hesternus) und Buschochsen (Euceratherium). Für seine Fähigkeit, große Wildrinder zu erlegen, gibt es deutliche Hinweise: In Blue Babe, der 35.000 Jahre alten Mumie eines Steppenbisons (Bos priscus), die 1979 in Alaska, nördlich von Fairbanks gefunden wurde, steckte ein Stück vom Zahn eines Löwen. Darüber hinaus befanden sich Kratzer auf der Haut des Tieres, die nur von einer großen Katze stammen können. Am Maul entdeckte man die Abdrücke des typischen Tötungsbisses, wie Großkatzen ihn oft bei großen Beutetieren anwenden. Nach heutiger Erkenntnis gehörte Alaska aber zum Verbreitungsgebiet des Höhlenlöwen.

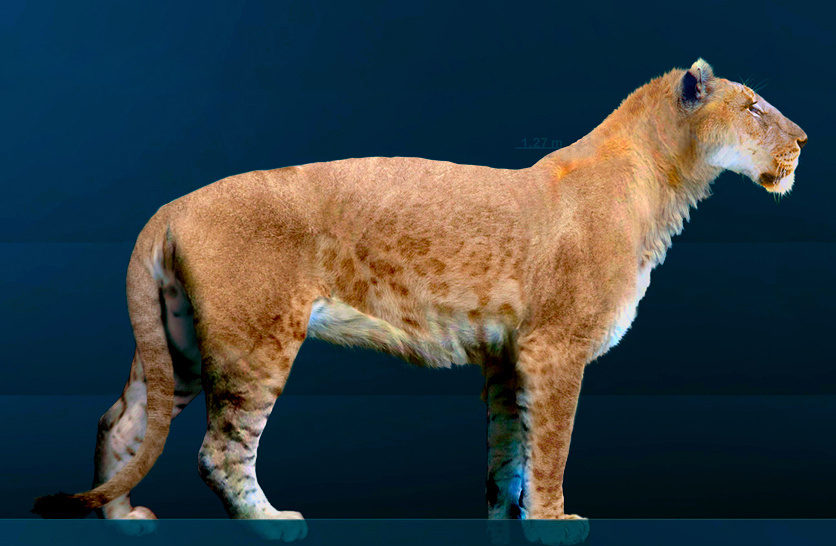
Lebendrekonstruktion eines Amerikanischen Löwen

Im Eiszeitalter gab es neben dem Amerikanischen Löwen noch weitere große, inzwischen ausgestorbene Raubtiere in Amerika. Diese Tiere waren teilweise selbst für den großen Amerikanischen Löwen eine Konkurrenz. Er musste seine Beute gegen Säbelzahnkatzen, riesige Kurzschnauzenbären (Arctodos simus) und kaltzeitliche Vertreter der Hunde wie Aenocyon dirus, nahe Verwandte des heutigen Wolfes, verteidigen. Darum wird angenommen, dass der Amerikanische Löwe, genau wie heutige Löwen, im Rudel lebte. Gegen diese Auffassung sprachen anfänglich jedoch die Funde, die bei Rancho La Brea in Los Angeles gemacht wurden. Anhand derer nahm man ursprünglich ein stärker ausgeglichenes Geschlechterverhältnis mit einer leichten Dominanz an männlichen Individuen an, was bei den rezenten Rudellöwen nicht vorkommt. Andere Interpretationen sehen die Fundzusammensetzung von Rancho La Brea mit ihrem extrem hohen Anteil an Raubtieren allgemein in den natürlichen Fallencharakter, dem aufgrund der Attraktivität durch feststeckende Beutetiere möglicherweise häufiger unerfahrene oder einzeln lebende männliche Individuen zum Opfer fielen.
Isotopenanalysen an Strontium aus den Zähnen des Amerikanischen Löwen lassen vermuten, dass die Großkatze relativ ortstreu war. Die Isotopenwerte der Zähne, geborgen in Cedral im zentralmexikanischen Bundesstaat San Luis Potosí, stimmten weitgehend mit denen aus dem Boden und lokaler Pflanzen überein. Heutige Löwen unterhalten Reviere von 20 bis über 700 km² und wandern im Maximum bis 343 km bei männlichen und 128 km bei weiblichen Tieren. Die Durchschnittswerte liegen entsprechend bei 117 und 50 km. Nach weiteren Analysen ändern sich die Strontiumwerte erst in rund 150 km Entfernung von Cedral. Möglicherweise war dies die maximale Distanz, die Tiere aus der Region zurücklegten. Auswertungen von Kohlenstoff-Isotopenanalysen legen eine lokale Präferenz auf Bisons, Pferde und Mammute nahe. Zudem hielten sich die Tiere in leicht bewaldeten Gebieten auf.

## Systematik
Der Amerikanische Löwe entwickelte sich wahrscheinlich aus dem eurasischen Höhlenlöwen, nachdem dieser während des späten Mittelpleistozäns die Beringbrücke von Asien her kommend überquert hatte. Beide stellen vermutlich eng verwandte Arten des rezent lebenden Löwen und des Leoparden (P. pardus) dar. Diese enge Verwandtschaft, aber auch die eigenständige systematische Stellung innerhalb der Löwen-Systematik wurden durch genetische Analysen fossiler DNA bestätigt. Amerikanische Löwen und Eurasische Löwen bilden demnach zwei relativ nah verwandte Formen innerhalb einer deutlich unterscheidbaren Gruppe, die allen heutigen Löwen gegenübersteht. Die Löwen Beringias, die in dem untergegangenen Land zwischen dem Nordwesten Nordamerikas und Ostsibiriens lebten, entsprechen genetisch den Eurasischen Höhlenlöwen und unterscheiden sich von Amerikanischen Löwen. Diese Trennung erfolgte offenbar während der vorletzten Kaltzeit vor etwa 200.000 Jahren, als ein gewaltiger Eisschild die Steppen Beringias von den Lebensräumen des südlicheren Nordamerika trennte. Der genetische Austausch zwischen den Höhlenlöwen Alaskas und den weiter südlich lebenden Amerikanischen Löwen war auch während der letzten Warmzeit, als dieser Eisschild verschwunden war, gering.
Studien der Schädelmorphologie stellen den Amerikanischen Löwen dagegen als eigenständige Art in die nähere Verwandtschaft des Jaguars (Panthera onca), der heute als einzige Großkatzenart auf dem amerikanischen Doppelkontinent lebt. Nach diesen Untersuchungen entspricht die Kiefermechanik des Amerikanischen Löwen der des Jaguars und des Tigers, unterscheidet sich jedoch deutlich von der des eurasischen Höhlenlöwen und heute lebender Löwen. Die Autoren dieser Studie gehen von einem gemeinsamen Vorfahren des Jaguars und des Amerikanischen Höhlenlöwen ähnlich der Großkatzenart Panthera gombaszoegensis aus, der sich separat von den Löwen entwickelt und Nordamerika besiedelt hat, wo er sich in die beiden Arten auftrennte.
Bestätigt wurde die eigenständige Art sowie die nahe Verwandtschaft zum Löwen und Leoparden auch durch phylogenetische Untersuchungen im Rahmen der Erstbeschreibung des Panthera zdanskyi 2011 und des Palaeopanthera blytheae 2013, Beide Systematiken unterscheiden sich vor allem bezüglich der Position des Tigers sowie der fossilen Art Panthera palaeosinensis an der Basis des Stammbaums, stimmen jedoch bezüglich der Eigenständigkeit des Amerikanischen Löwen und des Höhlenlöwen überein.